# 2005–2006-os magyar női labdarúgó-bajnokság (másodosztály)
A magyar női labdarúgó-bajnokság másodosztályában 2005–2006-ban tizenhárom csapat küzdött a bajnoki címért. A bajnoki címet az Újpesti TE szerezte meg és jutott az NB I-be a második Ferencvárosi TC csapatával együtt.

## Végeredmény

### Nyugati csoport
| #  | Csapat                | M  | GY | D | V  | G+ – G– | GK  | P  | Megjegyzések                |
| -- | --------------------- | -- | -- | - | -- | ------- | --- | -- | --------------------------- |
| 1. | Nagykutas             | 12 | 10 | 1 | 1  | 37–11   | +26 | 31 | Felsőházi rájátszás         |
| 2. | Pécsi MFC             | 12 | 8  | 3 | 1  | 32–16   | +16 | 27 | Felsőházi rájátszás         |
| 3. | Pécsi VSK             | 12 | 6  | 4 | 2  | 23–20   | +3  | 22 | Felsőházi rájátszás         |
| 4. | Fészek Csempebolt NFK | 12 | 4  | 3 | 5  | 21–22   | −1  | 15 | Alsóházi rájátszás          |
| 5. | Ajka-Padragkút        | 12 | 2  | 2 | 8  | 16–24   | −8  | 8  | visszalépett a rájátszástól |
| 6. | Soproni FAC           | 12 | 1  | 2 | 9  | 19–36   | −17 | 5  | Alsóházi rájátszás          |
| 7. | Bonyhád-Völgység      | 12 | 1  | 1 | 10 | 22–37   | −15 | 4  | Alsóházi rájátszás          |

### Keleti csoport
| #  | Csapat          | M  | GY | D | V  | G+ – G– | GK  | P  | Megjegyzések        |
| -- | --------------- | -- | -- | - | -- | ------- | --- | -- | ------------------- |
| 1. | Ferencvárosi TC | 10 | 9  | 0 | 1  | 69–12   | +57 | 27 | Felsőházi rájátszás |
| 2. | Újpesti TE      | 10 | 8  | 1 | 1  | 49–7    | +42 | 25 | Felsőházi rájátszás |
| 3. | Lágymányosi TC  | 10 | 5  | 2 | 3  | 21–18   | +3  | 17 | Felsőházi rájátszás |
| 4. | Pálhalmai SE    | 10 | 4  | 1 | 5  | 24–30   | −6  | 13 | Alsóházi rájátszás  |
| 5. | Veszprém        | 10 | 2  | 0 | 8  | 15–52   | −37 | 6  | Alsóházi rájátszás  |
| 6. | Miskolci VSC    | 10 | 0  | 0 | 10 | 5–64    | −59 | 0  | Alsóházi rájátszás  |

### Felsőház
| #  | Csapat          | M  | GY | D | V | G+ – G– | GK  | P  | Megjegyzések |
| -- | --------------- | -- | -- | - | - | ------- | --- | -- | ------------ |
| 1. | Újpesti TE      | 10 | 8  | 1 | 1 | 32–9    | +23 | 25 | NB I         |
| 2. | Ferencvárosi TC | 10 | 7  | 2 | 1 | 38–8    | +30 | 23 | NB I         |
| 3. | Nagykutas       | 10 | 5  | 2 | 3 | 20–20   | 0   | 17 |              |
| 4. | Lágymányosi TC  | 10 | 3  | 2 | 5 | 10–17   | −7  | 11 |              |
| 5. | Pécsi VSK       | 10 | 2  | 0 | 8 | 10–34   | −24 | 6  |              |
| 6. | Pécsi MFC       | 10 | 1  | 1 | 8 | 9–31    | −22 | 4  |              |

### Alsóház
| #  | Csapat                | M  | GY | D | V | G+ – G– | GK  | P  | Megjegyzések |
| -- | --------------------- | -- | -- | - | - | ------- | --- | -- | ------------ |
| 1. | Veszprém              | 10 | 9  | 1 | 0 | 46–6    | +40 | 28 |              |
| 2. | Bonyhád-Völgység      | 10 | 7  | 1 | 2 | 26–19   | +7  | 22 |              |
| 3. | Fészek Csempebolt NFK | 10 | 5  | 3 | 2 | 30–12   | +18 | 18 |              |
| 4. | Pálhalmai SE          | 10 | 2  | 1 | 7 | 18–37   | −19 | 7  |              |
| 5. | Soproni FAC           | 10 | 2  | 1 | 7 | 13–41   | −28 | 7  |              |
| 6. | Miskolci VSC          | 10 | 1  | 1 | 8 | 6–24    | −18 | 0  | visszalépett |

## A góllövőlista élmezőnye
| Gól                                                                           | Név              | Csapat          |
| ----------------------------------------------------------------------------- | ---------------- | --------------- |
| 42                                                                            | Dörömbözi Csilla | Ferencvárosi TC |
| Utolsó frissítés: 2006. június 30.                                            |                  |                 |
| Forrás: Futballévkönyv 2006, Aréna 2000 Kiadó, Budapest, 2006, ISSN 1585-2172 |                  |                 |